# 莉娜·韦斯特
莉娜·韦斯特（瑞典語：Lina Wester，1992年11月7日—），瑞典女子冰球运动员，场上位置是前锋。她曾代表瑞典国家队参加2014年冬季奥林匹克运动会冰球比赛，获得第4名。